# リライアンス・ADA・グループ
リライアンス・ADA・グループ（Reliance ADA Group）は、インドを拠点とするコングロマリットである。金融・通信・電力・インフラ・メディア・不動産・ヘルスケアなど幅広く事業を展開している。オーナーは、リライアンス財閥一族であるアニル・アンバニ（ムケシュ・アンバニの弟）。

## グループ企業
- リライアンス・キャピタル（金融部門）
- リライアンス・コミュニケーションズ（通信部門）
- リライアンス・インフラストラクチャー（インフラ部門）
- リライアンス・パワー（電力部門）
- リアイアンス・ナチュラル・リソーシズ（資源部門）
- リライアンス・エンターテインメント（メディア部門）
- リライアンス・ヘルス（ヘルスケア部門）

## ハリウッドへの投資
メディア部門子会社リライアンス・エンターテインメントを通じて、ハリウッドへの投資を積極化させている。
スティーヴン・スピルバーグ率いる映画制作会社ドリームワークスの株式50％を取得したほか、ブレット・ラトナーやニコラス・ケイジなどハリウッドの監督・俳優が所有する制作会社と企画開発契約を結んでいる。

## リライアンス・グループ
リライアンス・グループの創業者である父ディルバイ・アンバニの死後、長男ムケシュ・アンバニと次男アニル・アンバニが経営権をめぐり対立し、母親の仲介によりグループを2分割した。
兄のムケシュ・アンバニは、グループの中核企業であったリライアンス・インダストリーズを、弟のアニル・アンバニは、金融、通信、電力、インフラ、メディアなどの事業を引き継ぎ、リライアンスADAグループを設立した。
しかし、グループ分割後も、アニルによる南アフリカの通信企業MTNへの買収提案や、天然ガス田の権益などをめぐって、対立を繰り返している。